# (15057) Whitson
Pour les articles homonymes, voir Whitson.
(15057) Whitson est un astéroïde de la ceinture principale découvert par Spacewatch le 22 décembre 1998. Sa désignation temporaire est 1998 YY15. Il porte le nom de l'astronaute Peggy Whitson, première femme à commander l'ISS et femme et américain ayant passé le plus de temps dans l'espace.

## Orbite
Son aphélie est de 3,64 UA et son périhélie est de 2,72 UA. Son excentricité est de 0,143 et son inclinaison de 2,10°. Il met 2077 jours pour faire le tour du Soleil.

## Caractéristiques
Sa magnitude absolue est de 14,1.